# Meridian 59
 (mars 2020).
Si vous disposez d'ouvrages ou d'articles de référence ou si vous connaissez des sites web de qualité traitant du thème abordé ici, merci de compléter l'article en donnant les références utiles à sa vérifiabilité et en les liant à la section « Notes et références ».
Meridian 59 est un Jeu de rôle en ligne massivement multijoueur créé par Archetype Interactive et initialement édité par The 3DO Company avant d'être repris par Near Death Studios. Il est lancé le 15 décembre 1995 avant de sortir officiellement le 27 septembre 1996, un an avant Ultima Online (1997) et 3 ans avant EverQuest (1999).
Meridian 59 est le premier MMORPG de l'histoire à être en trois dimensions. Il est parfois qualifié à tort de premier MMORPG même si Neverwinter Nights, édité par America Online et sorti en 1991, comptait 115 000 abonnés en 1997 quand ses serveurs fermèrent.
Après 5 ans d'aventure, 3DO ferme les serveurs de Meridian 59 le 31 août 2001, mais Near Death Studios, cofondé par  Rob « Q » Ellis et Brian « Psychochild » Green, tous deux développeurs sur le projet d'origine, reprend le titre et le réédite en 2002. En octobre 2004 un nouveau moteur graphique est introduit à travers l'extension Evolution, offrant une alternative à celui originellement employé, très daté et proche techniquement de celui du jeu de tir subjectif Doom. Evolution introduit des lumières dynamiques, des touches programmables et de nombreuses autres améliorations techniques.